# 斯洛文尼亞足球協會
斯洛文尼亞足球協會（簡稱NZS）是斯洛文尼亞的足球主管團體，總部設於克拉尼城市市鎮，負責組織斯洛文尼亞各級別足球聯賽（最高級別是斯洛文尼亞足球甲級聯賽）、斯洛文尼亞盃及斯洛文尼亞國家足球隊。

## 外部連結
- Official website （页面存档备份，存于）
- Slovenia （页面存档备份，存于） at FIFA site
- Slovenia （页面存档备份，存于） at UEFA site